# トライピース
『トライピース』（TRIPEACE）は、丸智之による日本の漫画作品、及び作中に登場する架空の組織。『月刊少年ガンガン』（スクウェア・エニックス）増刊『フレッシュガンガン』2007年春号に読み切りとして掲載された後『月刊少年ガンガン』2008年3月号から2011年9月号まで連載された。略称は「トラピ」。

## あらすじ
生い立ちも名前も含め全てを忘れてしまった「超・記憶喪失」の少年ナナは、旅の途中訪れた小国カントールでの悲劇を切っ掛けに「世界から戦争を無くす」ことを誓う。唯一の特技である「女装」を武器に、戦争仲裁機関「トライピース」に下っ端として加入したナナは、個性豊かな仲間たちと共に過酷な任務へと挑む。

## 登場人物

### 主要人物
ナナ
本作の主人公。トライピースNo.102078→No.777。長い金髪を持つ美少年。自分の名前、出身地はおろか、万物のことをすべて忘れてしまっており、自称「超・記憶喪失」。そのため、時に場の空気を読めない発言をしてしまったり、一般常識の範疇に入る知識が相当欠如している。『ナナ』は自分でつけた名前で、『名無し』に由来する。
お調子者で見栄っ張りな性格だが正義感は強く、いざと言う時の胆力は相当なもの。唯一の特技は女装。男だと言われなければ、まず気付かない程のクオリティを誇る。故に女装時は声すら変化する。女装時の名前は「ナナコ」、「ナナミ」があり、ナナミの方が胸が控えめ。運動能力も比較的高いが、戦闘に関しては未熟そのものでトライピースの中でも下位である。しかし、記憶を失う前のナナは他人に傷をつけられるような事は絶対になかったらしい。
カントールの村で知り合った少年少女達がザイエスによる「神掃」の犠牲となって死んだことから、世界から戦争をなくすことを誓った。左手には犠牲者の少女、イチカがつけていたリボンを巻いている。
トライピースにおける「仲裁三原則」として「愛」と「平和」と「女装」を掲げ、戦争をやめるように説得するという方法を取った。その発想と自らの非力を知ってなお前進しようとする気概をベリアルに買われ、トライピース入隊を果たす。
コンパコ戦争終結の功績により、ナナコとしてトライピースNo.15に昇格し、第5部隊アーセ副部隊長に就任した。もっともこれはシロの計らいによるもので、ナナとしての実力は地位に見合ったものにはなっていない。
旧ザイエス軍との戦闘で胸にある傷を斬られたことから、記憶を失う前の自分と心の内で対面した。その後には覚醒状態になり、恐ろしいほどの実力で相手を圧倒していた。カントール作戦終了後、シロに「ナナコは自分だ」と告白するが、偽物だと信じてもらえず、彼女の思う「ナナコ」に追いつくため、決意として散髪した。後にその功績を認められ、No.777に昇格する。
その正体は、トライピースに敵対する「戦争煽動機関」の創設者にして総帥（後述）であり、機関のメンバーに拉致された際に、強制的に胸の傷を開かれた結果、創設者としての記憶と、かつての冷酷な人格を取り戻してしまう。以降は再び機関を統率し、二大帝国のザイエスとマージの和平協定を妨害するため、調印式典に潜入。それを阻止するトライピースと衝突し、記憶と共に取り戻した戦闘能力でフクナシを圧倒する。
記憶を失う前、ナナは今と同じく戦争を無くすために奮闘していたが、その先にたどり着いた答えが「この世界から戦争は絶対になくならない」であった。「常識」でもあるその現実に失望し、自分の故郷である「戦争をしない国」で戦争煽動機関を創設した。その後、自分の理想とは正反対の活動を続けた後、たどり着いた答えを忘れるために自殺未遂を行い、自ら記憶喪失となった。それからナナの心は「理想」の自分（主人格）、「逃避」の自分、そして「現実・悪意」の自分に別れた。
主人公でありながら、最期はラスボス的位置に立った異例のキャラである。シロと引き分けた後、人格は記憶を失う前の頃に戻ったが、戦争への考え方は変わらず、しかしその上でこれからも「この世界から絶対に戦争をなくす」と腹をくくり、まずはトライピースの皆に謝りに行った。
シロ
トライピースNo.9にして第5部隊アーセ部隊長。元イーラ隊員。物静かな少女だがその実毒舌家で、性格の悪さは自他共に認める。外見がボーイッシュなため、女扱いされないことにコンプレックスを抱いている模様。見かけによらず鉄骨を片手で投げつけるなど怪力の持ち主。
ザイエス出身で、母・ライスを絶望させ「『神掃』の始まるきっかけを作ってしまった」ことを悔いてトライピースに入隊した。
カッコいい女性が好きとのことで、ナナ（正確にはナナコ）のやり方に共感と同時にあこがれに近いものを抱く。ちなみに「ナナ＝ナナコ」とは気付いておらず、ナナ自身のことは「なよっちくて未熟」と嫌っている。ナナが正体を自白した後も、彼を「偽物」だと言い切り、信じていない。
ザイエス譲りの高い技術力を持ち、鍛練室にある機兵はすべてシロが作ったものである。C-Dカップで、一度その「おっっっっっっぱい！！」を隊員に晒したことがある。
カントール基地奪還後、ライスの自室に貼られた自身の写真を見たことにより、ライスが自身への愛を失っていなかったことを確認し、母親とのわだかまりを解消。その後「これからは未来（まえ）を見て突き進む」ことを誓うとともに、自身の仲裁三原則を「愛」と「平和」と「希望」と定めた。
三原則を定めた後はトライピースの管轄外である「戦災復興」を主活動とし、ザイエスの被害にあったカントールの再建を目指し、その地に留まるが、途中で機兵の外装で頭を隠した謎の人物（ライス）に連行され、ザイエス領で投下された。そこで煽動機関側に成り代わったナナと再会。もう一度記憶が戻る前のナナに戻すために、彼と一騎討ちをする。

### トライピース
ナナ
上記を参照。
シロ
上記を参照。
クロロ・ヴァン・ルートヴィッヒ
トライピースの新入りで、ナナの後輩。通称「クロ」だが、本人はこの名前で呼ばれることを嫌っている。曰く「戦争を無くせないことをわからせるため、トライピースに来た」とのこと。様々な国際支援団体を転々とし、トライピースにやってきた。他人を見下す傾向が強く、履歴書には「性格に難あり」と書かれている。ナナのことは「タコ助」と呼ぶ。
彼が戦争を無くせないと語るのは、「人間には欲があるのでずっと戦争を繰り返す」と考えているため。かつて彼がナナの故郷である「戦争をしない国」を見捨て、逃亡したことがある経緯も後押ししている。煽動機関との関係は不明。
ちなみに服装や顔付きから少女のようだが、実は少年である。
フクナシ
トライピースNO.2の「総帥代行」で部隊はトライピースの中で最もタチの悪い「死」の部隊。髪の毛に目のようなものが3つあるのが特徴（目ではない）。「ジャック・フリー」のお目付け役であったが、マイナス6部隊が全滅したため服から出てきて、戦争扇動機関に洗脳された者たちを一撃で正気にした。
仲裁三原則を持たず、本人曰くその行動理念は「仲裁絶対原則・『死』」のただ一つである。「全員死ねば戦争は無くなる」という恐るべき思考の持ち主であり、その危険性から滅多に戦うことを許されず、緊急時のみ文字通りの「服無し」となって戦場に立ち、全てを殲滅する。行動理念の通りにマージとザイエスが全面戦争に陥った場合は戦争の長期化を防ぐため、「死」と「眠力」の部隊で国力で劣勢のザイエス側の人間を出来る限り皆殺しにする事を宣言する等、トライピース最大の危険人物である。
ベリアル
トライピースNo.6にして第3部隊イーラ部隊長。仲裁三原則は「愛」と「平和」と「暴力」。見上げるような大男で、前髪の下から眼光がのぞく。戦争を仲裁する方法を「暴力」と掲げてから、実際に止められるだけの力を得るには30年の年月を必要としたとのこと。本人曰く「民間人の命は死の覚悟ができている兵士より重く、民を救うためなら兵士を殺してもかまわない」とのこと。大の酒好き。細かい仕事は苦手なようで、隊長としては失敗も多い。ザイエスのリボルとは知り合い。シトリーからは「ベリー」という愛称で呼ばれている。
機械兵の銃弾を手足と口で受け止められるほどの実力者で、怪力が自慢。普段は棘のついた杭を仕込んだ手錠で力を制御している。手枷を外せば四機皇をも圧倒するパワーを発揮するが、同時に理性を失い殺戮兵器と化してしまう。そのため、仲裁三原則の「愛」と「平和」は彼の拘束具的な役割を果たしている。シトリーと、ザイエスのリボルとの関係はまだ謎が多い。
趣味は将棋で本人曰く「居飛車党」。実力は低いのか、6枚落ちのシトリーに勝ったためしがない。
シトリー
トライピースNo.11にして第3部隊イーラ副部隊長。かなり小柄で、目のあたりをトライピースのシンボルが描かれたバンダナで隠しているが、盲目と言うわけではない。テンション高めで明るい性格だが、リボルに劣らない威圧感を持つ。靴底に鋭い針のようなものが付いている靴を履いている。シロの部隊長昇進パーティー時にスカートを履いていたり、巻末のオマケ漫画でシロやネコタンと一緒に入浴していることから女性であることが判明している。また、隊員（後述の『マツゲ』）に「肉体年齢ではシトリーさんの方が若いです」と言われている。
機敏に動き回り腕から無数のチェーンを繰り出すのが基本戦法。バンダナを外すときは彼女が本気を出したときで、視力が加わることで判断力、俊敏力共に上がり、敵の能力を一瞬で分析し、目にも止まらぬ速さで移動することができる。枷を外したベリアルを「仲裁対象」と割り切り、冷静な面も見せる。袖に仕込んだ鎖がなくなると、多種多様な武器を集め、同様に袖からそれらを自在に操る。ベリアルとの関係には未だ謎が残る。
ヌコ・ネコタン
トライピースNo.21にして第3部隊イーラ隊員。補佐官としてトライピース内の事務も担当している。周囲への気配りやフォローが非常に上手く、新人や身内への面倒見も大変に良い。猫のような仕草が特徴。鯖味噌味の食べ物を好む。ナナの相談役。人差し指だけで50キロのダンベルを持ち上げるほどの力の持ち主。戦闘時はやたら「猫（にゃんにゃん）」がつく武器を使って戦うが、実力はかなり高い。シロとも仲が良い様子。必殺技は｢猛獣（にゃんこ）ラッシュ」など。ナナには「ネコさん」と呼ばれている。
ナナの相談役を行っている事もあり、仲良しであったため、ナナが戦争扇動機関の関係者であることを当初は信じようとしなかった。また、記憶を取り戻したナナと対峙した際には冷酷な態度を顕にするナナに強い憤りを感じている。
茶太郎（ちゃたろう）
ネコタンの相棒。情報伝達役として活躍する。目つきが悪い。ネコタンと言葉らしきものを通わせることができる。
ミヨっち
階級は四本持ち。トライピース第3部隊イーラ隊員。シトリーの後輩で軟弱気味な人であるが、やる時はやる人。巨乳。武器は足に仕込んだ二丁のライフル。
マツゲ
ミヨっち同様四本持ち。トライピース第3部隊イーラ隊員。シトリーの後輩で毅然な人。マツゲが長い。クナイを武器にする。
アインシュ
トライピース第2部隊スペルヴ隊長。チートの双子の兄。仲裁三原則は「愛」と「平和」と「知力」。13歳だが本人曰く「精神年齢は上」。0歳で言語を取得し、8歳で（人類史上最年少）ベルノン賞なるものを受賞した。一人称は「儂」だが、たまに「僕」。敵味方を問わず人命を守るという考えを持ち、若い割に他のトライピースメンバーの思想に批判じみた口出しをするため、ぶつかり合うことも多い。特に仲裁三原則に「暴力」を掲げるベリアルに対しては「下等種」と卑下している。しかし考えが固いというわけではなく、自分の間違いを素直に認める潔い面もあり、任務中の隊員達を気遣う優しい一面もある。戦闘ではもっぱら作戦指揮に徹する知略家であり、自身の戦闘力は皆無で、「小学生に負ける」程らしい。また、チートと協力した情報戦も得意。
ジャン・ジャック
トライピースの船医。顔に十字の文様が入った青年。バケツが吸い殻でいっぱいになるぐらいの超ヘビースモーカー。本人は「身体に悪いから吸っている」とのこと。過去に自殺をしようとした経験があるらしく、首には途中で切れたロープをネクタイの様に巻いている。「現実は夢想を駕する」と語っており、トライピースに入りたてのころの理想を忘れてしまったことを悔やんでいる。女性隊員の健康診断も担当するが、裸を見ても、皮膚の下の内臓が透けて見える感覚に陥るため、むらむらすることは｢無理｣。
チート
トライピース第2部隊スペルヴ隊員でNo.16。アインシュの双子の妹。常に全身を毛布のようなもので覆っている。パソコンなどの電子機器に精通しているようで数多くの電子機器を平然と難なく使い、隊員達をサポートする。コンピュータへの侵入に成功すると狂ったように笑い出し、アインシュはこの笑い声を作戦成功の合図にしている。戦闘中の通信でアインシュを「お兄ちゃん」と呼びそうになることが多い。アインシュ同様戦闘は苦手で、「ペットボトルの蓋も開けられない」程非力である。
キング・ゴルドー
トライピース第6部隊グラン隊長。派手な外見に紙の兜を被った青年。子供っぽい性格で馬鹿にされるとすぐムキになるため、戦闘時はアインシュに煽られていいように利用されている節がある。金庫に大量の金を保管しており、戦闘に於いては億-兆単位の金をポンと使い、用心棒に頼った戦いをする。弱いわけではないが、戦闘は専門外とのこと。仲裁三原則は「財力」と「財力」と「財力」（カネとカネとカネ）であり、他の部隊と異なり「愛」と「平和」を掲げていない。これは「愛も平和も財力（カネ）で買える」という彼の拝金主義の現れ。アインシュのことを「チビ一号」、シロのことを「チビ二号」と呼ぶ。
ゴエンちゃん
トライピースNo.23にして第6部隊グラン補佐官。基本的に財務担当。目がG（ゴールド）で髪留めが五円玉。
キスケ・キスク
トライピース第2部隊スペルヴ所属隊員No.41072。最重要秘匿案件でトライピースの女性は部隊服を着用時に下着を履いているか否かを有意義とするかなり暇人な青年。鼻が大きいのが特徴。
ポルト・ポトル
トライピース第1部隊インビディ所属隊員No.46497。彼について数少ない情報で分かっている事は購買部とらぴ屋でリコを相手に女性の部隊服を購入した度胸がある少年。又、入浴場では居合わせていた女装ナナに惚れて自制心を抑制出来ず襲撃した。
ジェック・ペイニー
トライピース第3部隊イーラ所属隊員No.1001。長身で左部の髪に2つのピンをして頬には一本横太線を施した軍人的な容姿をしている青年。カントール奪還作戦では星水機兵とたたかうシトリー達の付近にいて仲間に戦う事を推し進められたが“死ぬ”という言葉を残し加勢せずそのまま傍観した。
食堂のおばちゃん
本名不明。元ザイエス軍一本柱のメンバー。夫をザイエスに殺されたため軍を離脱、現在はトライピース拠点の食堂でさばみそラーメンを提供している。子どもに優しく寛大な心の持ち主だが戦闘時は普段とは180度違う恐ろしい形相になり、味方からも恐れられる。銃火器を使った戦闘を得意とするほか、肉弾戦も得意。カントール防衛戦ではザイエス軍相手に奮戦するが、バーンエッジとの一騎討ちで敗北。その時に致命傷を負うがトライピースの仲間に助けられ命はなんとか取り留めた。
サチコさん
ジャン・ジャックの隣にいつもいる看護婦。よくジャックに煙草を買いに行かされている。国境なき医療団で働いていたことがある。

### 機械帝国ザイエス
リボル
機械帝国ザイエスによる「神掃」の総指揮官。階級は大将。普段は温厚な老人を装っているが、その素顔は冷酷で失敗は決して許さない。軍人らしく、国益のみを戦争に求めており、自国民を除いた人命については無関心で非戦闘員はおろか場合には自らの部下でも容赦なく殺害する。かつての少年時代では戦争で両親と妹を失った経緯がある模様（戦闘中にナナの隙を作るために語りだした事なので事実なのかは不明だが、その際のリボルの表情からナナは本当だろうと推察している）で、ザイエス軍の上層部に乗りつめその権威によって世界から戦争を無くそうとの心があったが、それ以降の過程で戦争に飲まれておかしくなってしまった。
敵であるベリアルやシトリーと対等に接するなど、食えない性格をしている。右腕は巨大なレーザー砲を内蔵した義手やロボットアームなどに換装可能となっている他、身体の至る所を機械化して強化している模様。他に剣術も巧みであるが、それでもシトリー曰く武闘派でないらしい。
カントール防衛の失敗後、退役して政府の『特別顧問』となる。当然、それは名ばかりで権力はなく、路地裏でホームレス同然の暮らしをしていた。そこで煽動機関の者に唆され、自分の居場所である「戦場」をまた作るため、職を失ったバーンエッジらと共に煽動機関と結託する。
キャブト
『四機皇』の一人。力の序列は4番目。小柄な機械の体に八本の足を持つ。足の先に付いた鉤爪で攻撃する。
チュウ
ザイエス軍の指揮官。階級は中佐。卑怯な性格で、人を殺すことをなんとも思わない。特に子供が嫌いらしく、「超ウザイ、ゆえに皆殺す」とは本人談。自称「世界で2番目に世界一」。自分達の侵略作戦の妨害をしてきたナナを強化兵器で返り討ちにし子供たちを虐殺しようとしたが、突然あらわれたイーラ部隊のベリアルの暴力によって制裁される。カントール防衛作戦で中佐以下の階級に格下げされて（ベリアル達に敗れたため？）再登場するが、鍛錬したナナにあっけなく倒される。
バーンエッジ
ザイエス軍の諜報部員。階級は少尉。容姿端麗の艶美な女性で嘗てコンパコ戦争の陰で暗躍していた。強化兵器を使いシロと交戦し彼女を追い詰めたが、最終的には機体を半壊させられ逃亡する。肉弾戦では火を纏う特殊なナイフを用いる。
グロッグ
ザイエス軍の諜報部員。階級は伍長。バーンエッジの部下で彼女のことを「姉（あね）さん」と呼ぶ。コンパコ戦争を止めようとしたナナを強化兵器を使い排除しようとし彼を苦しめるが逆に返り討ちにされ逮捕される。後に混乱に乗じて逃亡。バーンエッジいわく「デスクワークのほうが向いている。」肉弾戦では連射式小型拳銃を用いる。バーンエッジに恋心を抱いていて、カントール爆発の危機にその思いを告白するものの、「そういう目で見れない」と普通に断られた。その後、バーンエッジとの関係は特に気まずくなることもなく、共にリボルの仲間として再登場する。
ライス
ザイエス軍の研究員。星水兵器開発の第一人者。シロの実の母親で外見は似ている。デスクワーク派に見られがちだが、自らの肉体を使って戦う戦闘能力も高く、強化した機械兵を駆うスキルもなかなかのもの。
かつてザイエスによって滅ぼされた鉱山の村の出身。当初から星水爆弾を製作していたが、それは戦争への抵抗戦力として使うことを決めていた。しかしリボルの目に留まり、シロを人質に取られ村民と天秤に掛けられた結果、全てを捨ててシロを選びザイエスの軍門に降った。しかし直後に誤解からシロに見捨てられ、その逆恨みからザイエスに与するようになった。
シロと敵対することとなった後も、母としての愛情を完全に捨て去ることはできず、カントール要塞にある自室を開けるためのカギを、髪飾りとしてシロに託していた。
一本柱の隊長
本名不明。旧ザイエス軍の隊長。浮浪者のような格好をした小太りの男。無類の女好きであり、女性に対しては戦うことも好まず、談話にも応じる。しかし性格は残忍かつ狡猾で、人質を盾にして戦うなど勝利のためには手段を選ばない。またそうした狡賢さゆえに、自らが騙されることを最も嫌う。身体中から無数の剃刀を繰り出し、あらゆるものを切り裂く。リボルとは昔の戦友だった。
カントール防衛戦ではライスの計らいで出所し参戦、ナナの正体を見破り致命傷を負わせる。しかしそれがきっかけで覚醒したナナに圧倒され、最終的には降伏した。その後、要塞の自爆を阻止するナナを援護し、リボルと対決する。

### その他
イチカ
カントールに住む少女。毅然な性格で、何やらと口を挟む弟ニルに対しては暴力的な所もあるが、兄弟に対して想いやりがある。ザイエスの神掃によって命を落とした。
ニル
イチカの弟でサンテの兄。イチカに少々おされぎみな面がある。ザイエスの神掃によって命を落とした。
サンテ
イチカとニルの妹。星水掘削機を落とされた爆発により星水でなければ命を落としかねない程の怪我を負った。ザイエスの神掃によって命を落とした。普段は御しとやかな様子を保つが、単行本2巻の4コマのオマケでは一部暴君的な素顔が描かれている。
ムトー
パコン王国王子。傭兵として戦争に参加していた。先代より続いていたコンパコ戦争を和解しようと考え、ナナの女装で戦争を和解させる作戦を立てる。ザイエスの暗躍による介入により和解は一時難局を極めたが、トライピースの協力の下で「星水泉の破壊」という捨て身の作戦で和解させた。戦争終結後、国王となる。
モカ
コンゴウ王国王女。跡取りに男子がいないため、次期コンゴウ王国の女王になることが予定されている。シロ同様カッコいい女性に弱いとのこと。シロの助けを借りてパコン王国との和議に応じる。戦争終結後、コンゴウ王国初の女王となる。
メイリン
ライスの相棒で研究員。ライスと共に星水爆弾を製作し、侵略戦争を行うザイエスに対抗しようとしていた。ところがリボルにそれが露顕し、シロを人質に取られた際は大局を見据え、娘を見捨てるようライスを説いた。ライスの投降後は、逆に彼女を見捨てたシロに母親の真意を教えた。その際に重傷を負っていたが、その後の生死は不明。
リコ
購買部トラピのレジ定員の一人。シフトする曜日は月・水・金の3つ。
アーノルド
購買部トラピのレジ定員の一人。シフトする曜日はリコがシフトする以外の時。

## 作中に登場する勢力
トライピース (TRIPEACE)
ナナ達が所属する「戦争仲裁機関」。六芒星に似たシンボルマークを持つ。本拠地は潜水艦「ハンマーシャークヘッド号」。
「愛」と「平和」、そして「何か」という仲裁三原則を掲げ、世界から戦争をなくすために邁進する組織。原則の三番目が定められていないのは、前二つの原則を前提としつつも、それを実現する手段は各人によって異なるため。トライピース内にも数多くの意見が存在し、部隊間やメンバー間の意見の衝突も絶えない。あくまで戦争を「仲裁」あるいは「妨害」する機関で、多くの場合戦場への武力介入も伴うため、必ずしもその思想が外界で歓迎されるとは限らず、むしろ一般的、特に戦争当事国にはテロリスト呼ばわりされることが多い。実際戦争を止める為だけに当事国の事情を一切無視する場合が多く、コンパコ戦争の様に戦争は止まったが、今後の両国の経済に深い影を落としている場合もある。構成員には純粋に戦争による人的被害を危惧する者もいれば、単に手段選ばず「戦争」という事実を止めるだけに傾倒して手段を選ばない者もいる。更には戦争を無くすためとして被害お構いなしに虐殺や殲滅行動を取ろうとする危険人物も多数存在する。略称は「トラピ」。
スペルヴ
トライピース第2部隊。隊長はアインシュ。「愛」と「平和」と「知力」の下に戦争を仲裁する。
イーラ
トライピース第3部隊。隊長はベリアル。「愛」と「平和」と「暴力」の下に戦争を仲裁する。
アーセ
トライピース第5部隊。隊長はシロ。「愛」と「平和」と「希望」の下に戦争を仲裁する。カントール作戦以後は、これまでトライピースが管轄外としていた「戦災復興」を主に行っている。
グラン
トライピース第6部隊。隊長はキング・ゴルドー。「財力（カネ）」と「財力」と「財力」の下に戦争を仲裁する。他の部隊と違い「愛」と「平和」の原則はない。
マエストロ
トライピース第7部隊。「材料」と「腕」と「食力」の下に戦争を仲裁する。グランと同じく「愛」と「平和」の原則はない。
エロス
トライピース第8部隊。「男性」と「女性」と「性力」の下に戦争を仲裁する。グランと同じく「愛」と「平和」の原則はない。グラン、マエストロと共に組むことで、あらゆる人間の欲求を満たし、戦争をする気を無くさせることができる。
負（マイナス）
トライピースの中にあって逸脱した存在。仲裁三原則を持たず、戦争を止める為ならば手段を選ばない。場合によっては無抵抗な人間への殺戮も厭わず、虐殺そのものを楽しんでいる様な節の見られる者までいる。
ジャック・フリー
トライピース"負"第6部隊。「絶対的な殺戮」の下に戦争を仲裁する。戦争煽動機関に唆された元・トライピースの集団による内部同士の派閥闘争により壊滅する。
死と眠力
フクナシが招集した部隊。正式な部隊所属は不明であり、"負"所属なのかも不明だが、曰くトライピースで一番タチの悪い部隊との事で、「眠力」は人々を眠らせる事で戦争仲裁を行う。「死」はフクナシが統括する部隊で、「仲裁絶対原則・『死』」を体現する部隊。この2部隊が連携すると短期的に広域範囲での大量殺戮が可能になる模様であり、「機械帝国ザイエス」と「もう一つの帝国マージ」の戦争は回避されたため実行されなかったが、戦争不可避になった場合は、国力で劣るザイエス側の人々を大量殺戮し、戦争の短期終結を図るつもりだった。
メンバーズカード
トライピースに於ける身分証明書。カード左下にかかれている数字が小さいほど地位が高い。なお、功績を立てた場合のみならず、欠員が出た場合も数字が繰り上がる仕組みとなっている。また、上記にもあるトライピースの思想上の問題により外界ではなるべくカードを見せないことが隊員にとって一種の不文律になっている。
機械帝国ザイエス
マージ、世界連合と並ぶ「三大均衡勢力」の一角をなす超大国。神帝王なる国家元首の名の下に、様々な国に対して「神掃」（しんそう）と呼ばれる侵略戦争を引き起こしており、最終目標として「世界征服」を掲げている。高い技術力に裏付けされた大量の機械兵や、国一つを消滅させるに足る威力の大量破壊兵器「星水爆弾」を保有する。八つの国々を統合してできた国家のため、国旗は歯車の中に八本の針のようなマークが刻まれており、現在のザイエスは「八つ柱」とも呼ばれる。「神掃」を始める以前から資源と国土を求めて、侵略と併合を繰り返した結果「三大均衡勢力」まで伸し上がった歴史を持つため、リボルの様に元々ザイエスではなかった民を自国民と考えなかったり、重労働による貧しい生活を強いられる都市もある。
詳細な政治体制は言及されていないが、神帝王の他にも帝国議会が設置されており、君主制と議会制を合わせた政治体制と思われる。また、「神掃」開始以前の時点でも帝国議会の半数が「星水爆弾と星水機兵関連技術の軍事利用禁止法案」に賛意を示しているなど、軍に反感を持つ議員も少なくないため、国家体制は一枚岩ではない。
「星水爆弾」によるカントール破壊と占領、「世界連合」傘下フォートレス国への軍事侵略、コンパコ戦争への介入など勢力拡大のためにあらゆる戦闘に関わったが、カントール防衛線敗戦により軍の権威が低下。「神掃」による領土拡大政策を放棄、戦争と武力行使を停止して外交と経済を重視する政策に転換した。
世界一の超大国であるもう一つの帝国「マージ」と同盟締結による国際地位向上を図るが、ザイエス政府上層部はマージとの同盟の際には自国の機械技術が買い叩けれ、国民が困窮する事を承知の上であざ笑う者達が主導権を担うなど深刻な政治腐敗も始まっている。
同じ超大国であるマージと同盟を結ぶことはザイエスにとって大きな前進との事なので、国力では劣っていると思われる。また、世界連合に対してはフォートレス侵攻・占領を行っていることから関係は険悪である模様。
4巻の世界地図から東大陸北部・中部全域に及んでおり、東大陸の半分以上を領土としている。ザイエス都市部の建物や電車には大小問わず歯車を埋め込んだ様な外観をしている物が多い。
神掃（しんそう）
ザイエスの推し進める軍事作戦の名称。その目的はザイエスによる「世界征服」の達成にある。作戦の詳細は不明だが、カントールやフォートレスに対する軍事行動では軍民問わずの無差別攻撃を行っている。
四機皇（しきこう）
リボル直属の4人の厳選掃討員。「英雄」の名を持つ殺人狂で、ザイエスが帝国となる前からリボルに付き従っていた古参の将。全員が何がしかの動物を模した能力を持つ半人半機。
一本柱（いっぽんばしら）
ザイエス発展に貢献した旧ザイエス軍の総称。ザイエス内では英雄として語られているが、そのほとんどが殺人狂で戦後大半が牢獄に収監された。カントール防衛作戦ではライスの計らいで釈放され、戦争に参加する。「一本柱」という名は、ザイエスがまだ一つの国であった時に、国旗に刻まれたマークが一つしかなかったことから来ている。戦闘能力や戦場で非情な作戦を容赦なく行うなど戦闘能力は現ザイエス軍を大きく上回る。
星水爆弾（せいすいばくだん）
ザイエスが用いる最新兵器の一つ。星水のエネルギーを利用して大爆発を起こす大量破壊兵器。一撃で都市を破壊する威力を持ち、カントールの星水を確保したザイエスにより生産が行われている。「三大均衡勢力」のバランスを崩す程の発明であり、トライピースからも危険視されている。
機械兵（きかいへい）
ザイエスが所持する戦闘兵器。内部に人が乗り込む搭乗型の兵器。丸型の本体と手足の役目をする円柱2本と言うシンプルな構造をしている。柱の部分には銃やビームサーベルといった多様な武器が仕込まれている。
強化兵器（いろつき）
通常の機械兵より性能を強化されたもので、指揮官クラスの専用機。識別が付くように色分けされている。
星水機兵（せいすいきへい）
星水の力で動く機械兵。普通の機械兵よりも性能が高く頑丈だが、無人機械であるため、敵味方関係なく動く物全てを攻撃する。
戦争煽動機関（せんそうせんどうきかん）
その名の通り、「戦争を起こさせる」ことを目的とした機関。トライピースにとってはまさに最大の敵である。メンバーは素顔がばれないように全員動物の頭蓋骨のマスクを被り、フードで身体を包んでいる。かつて、記憶を失う前のナナと、「戦争をしない国（後述）」の生き残りによって創設される。構成されたメンバーの能力はとても高く、トライピースに所属する人間を洗脳したり、ベリアル、ネコタンなど、イーラ部隊と同等の強さを持っている者もいる。
コンゴウ王国、パコン王国
両国ともに星水の産出国として知られる国家。星水を微量に含む「星水岩」もさることながら、特に国境に存在する「星水泉」が両国を潤わせてきた。しかし、長年に渡る汲み上げの結果、星水の勢いが衰えてしまい、現在では一国分の量を確保するのが限界となっている。そのため「コンパコ戦争」と呼ばれる戦争を続けているが、戦火は両国の国境付近に限られている関係で、国民達はまだの実害を受けていないため、戦争背景を知らず、危機意識も薄い。星水を確保する思惑から機械帝国ザイエスが暗躍している。
最終的にはパコンの王子とコンゴウの王女が共同で星水泉を破壊したため、戦争は終結する。コンパコ戦争編後日談では、後に併合し「コンパコ王国」へ発展した模様。
カントール
ナナが最初に立ち寄った小国で、その国家規模はむしろ村に近い。カントールには大量の星水が眠るとの伝説があり、それによりザイエスからは狙われていた。かねてから国家全域をザイエスの支配下に置かれており、ナナが着た直後に神掃の最初の標的として星水爆弾を投下され、一撃で殲滅された。殲滅後はザイエスにより巨大なカントール要塞が建設されており、かつての姿は見る影も無くなってしまっていた。国全体が崩壊状態に陥ったが、生存者はザイエス軍に連行されており、カントール戦でトライピースに救出される。トライピースによる要塞制圧後は、アーセ部隊による復興が進められている。
世界連合（せかいれんごう）
機械帝国ザイエス、マージに並ぶ「三大均衡勢力」の一つ。複数国家の連合制と思われるが、明確に登場しないため詳細な国家制度は不明。世界連合各国の出資により永世中立国フォートレスを設立し、ザイエスに対する対話を試みていたが、ザイエス軍がフォートレス侵攻を行ったため、試みは水泡に帰してしまった。世間一般的にはフォートレス侵攻はザイエスの世界連合に対する宣戦布告と見なされている模様であり、トライピースの作戦会議でも世界連合と機械帝国ザイエスの関係と動向が議題に上がったが、その後は不明。
4巻の地図では世界南部の諸島や東大陸の南部一部を領土にしている模様。
フォートレス
世界連合の経済援助の下で建国された永久中立国。機会帝国ザイエスによる二回目の神掃の標的となり占領されかけたが、ナナやトライピースの妨害によりザイエス側が撤退した。なお、フォートレスとは本来「要塞」という意味だが、国旗は木をイメージしたデザインであり、「森」を意味するフォレストをもじった名称であると思われ、都市も建物の人工物に木が絡まっている様な外観をしたものが多い。
マージ
機械帝国ザイエス、世界連合と並ぶ「三大均衡勢力」の一つ。千年以上の歴史を持つ君主制の超大国。ザイエス議会が対等な同盟を結ぶ事を大きな前進と考えている事やフクナシの発言からザイエス以上の国力を秘めている世界最大の大国と思われる。ザイエスと比較する際には「もう一つの帝国」と呼ばれる事が多い。
物語の終盤でザイエスとの同盟締結を承認。マージ国王が条約締結のためにザイエスの超巨大飛行船「豪雷号」に搭乗し、ザイエスの神帝王と握手を交わしたことで両国の同盟を成立させる。
4巻の地図では西側大陸の北部・東部を中心に大部分を領有していると思われる。
戦争をしない国（名称不明）
ナナの故郷で、地図にも記されることのなかった小さな国。かつてはありとあらゆる戦争行動を禁止し、非武装と非暴力を貫いていた。それ故に他国の侵略に抵抗することができずに壊滅した。今では地雷原や朽ちた武器などが手つかずで残されており、それ以外には何もない。無抵抗であったにもかかわらず戦争で全てを奪われた結果、この国の出身者の多くがかつての理想を捨てて、世界に自らの苦難と悪意を与えるために戦争煽動機関に加入している。
三大均衡勢力
世界の大部分を支配する三大勢力である『機械帝国ザイエス』、『世界連合』、『もう一つの帝国 マージ』の総称。この三勢力の力がほぼ拮抗しているため、大規模な戦争には至っていない。しかし、ザイエスがカントールを手中に収めたことから星水爆弾の開発が可能となり、バランスが崩れ始めている模様。

## その他の用語等
星水（せいすい）
一般にはあらゆる怪我や病気を治すことで知られる秘薬。ただし、死者を生き返らせることはできない。一人分が一千万円とされるほど高価である。その実体は作品の舞台となっている星の循環システムに大きく関わっている物質で、いわば「星の血液」と言える存在。現在、ザイエスが大量に保有している模様だが、その経緯は不明。
なお、パコン王国の名産である「星水酒」も極めて微量ではあるが星水を混入して製造される酒である。ほとんどは水増しによるため効能は落ちるが、軽い体調不良なら快癒するらしい。
星水泉（せいすいせん）
コンゴウ王国、パコン王国の境にある星水が湧き出る泉。一日に一滴程度の量しか星水を得ることの出来ない星水岩と違い、大量の星水が湧き出ている。しかし両国により乱獲されたため、どちらか一方の国の分しか供給出来なくなっていた。コンパコ戦争の原因。最期は戦争を終結させるために、ムトー、モカ了承のもとトライピースによって爆破された。
コンパコ戦争
星水泉を巡ってのコンゴウ王国、パコン王国間の戦争。両国とも先王の代から戦争は続けられてきたが、現在では両国とも戦力の拮抗により戦争の決め手を欠いたまま、国力と軍事力が疲弊。国民徴兵も検討段階に入りつつあるなど国家経済も危ういものとなっている。ザイエスの停戦妨害により長期化していたが、星水泉の破壊によって戦争は終結した。
お札
札束を構成する紙幣、紙のお金。トライピースの世界で通用する通貨は現在のところ現実の日本円が確認されている。
単行本4巻に描かれている一万円紙幣には福沢諭吉と思われる人物が描かれている。しかしよく見ると顔をニヤケさせつつ中指を立てたファックサインをしているが、単行本6巻ではその描写は打ち消されている。又、11巻では日本円とは明らかに違うザイエス国内で通用する特有の通貨が確認されているため、トライピースの世界では日本円以外の通貨も存在するものだと考察される。
ハンマーシャークヘッド号
トライピースが移動式の本拠地として使用する潜水艦。その名の通り鮫の形をしている。
購買部とらぴ屋
ハンマーシャークヘッド号内に存在すると思われる購買部。名称とらぴ屋。部隊服から専用下着等トライピースに関与する必須品は何でも売っている模様。